# Picot del Magdalena
El picot del Magdalena (Melanerpes pulcher) és una espècie d'ocell de la família dels pícids (Picidae) que habita els boscos de les muntanyes del nord de Colòmbia.